# Herbert's Dummy Run
Herbert's Dummy Run è un videogioco di avventura dinamica pubblicato nel 1985 dalla Mikro-Gen per Amstrad CPC, Commodore 64 e ZX Spectrum. È il quarto titolo della serie di Wally, il primo a non avere tra i protagonisti Wally, ma soltanto suo figlio Herbert, un bimbo piccolo in pannolino. Herbert fu l'ultimo titolo della serie per C64 e il penultimo per gli altri computer.

## Modalità di gioco
Il giocatore controlla Herbert, che si è perso all'interno dei grandi magazzini e deve raggiungere i genitori che lo attendono all'ufficio persone smarrite prima che finisca il tempo. I grandi magazzini sono un labirinto di oltre 25 stanze su 4 piani, del tutto prive di persone, ma piene di pericolosi oggetti animati. Per risolvere l'avventura dinamica Herbert può solo camminare, saltare e trasportare due oggetti alla volta.
Aspetto generale e meccanica di gioco sono sostanzialmente gli stessi dei due precedenti giochi della serie, Everyone's a Wally e soprattutto Pyjamarama.
Una particolarità è la presenza di molti minigiochi d'azione (in Pyjamarama ne compariva solo uno), parodie di arcade come Breakout o Space Invaders, fondamentali per completare l'avventura.
Il tema musicale, presente solo nei titoli, è Baby Face.

## Accoglienza
Le recensioni sulle riviste per ZX Spectrum continuarono a essere molto positive come per i precedenti titoli della serie, ma si evidenziava la scarsa variabilità rispetto ad essi. Sulla sufficienza invece la recensione di Zzap!64 per Commodore 64, nonostante le versioni sui due computer siano quasi identiche. Le riviste "sorelle" (dello stesso editore, ma dedicate ai due computer) Crash e Zzap!64, incuriosite, lanciarono un sondaggio postale con sorteggio di premi per conoscere l'opinione dei lettori sulla serie Wally.